# Таємна війна (комікс)
«Таємна війна» (англ. Secret War) — сюжетна лінія коміксів 2004—2005 років, опублікована Marvel Comics, що складається з центральної мінісерії з п'яти випусків, написаного Браяном Майклом Бендісом та проілюстрованого Ґабріеле Делл'Отто, а також кількох сполучних книг. Комікс заснований на секретних операціях, про які Бендіс розповів анонімний високопоставлений офіцер розвідувального співтовариства Сполучених Штатів у дитинстві Бендіса.
Сюжетна лінія передбачає масштабний супергеройський кросовер із персонажами Marvel, такими як Людина-павук, Капітан Америка, Росомаха, Шибайголова, Люк Кейдж і Нік Ф'юрі, які борються з великою кількістю суперлиходіїв, які отримали високотехнологічне озброєння від таємничого благодійника.
Перший випуск вийшов у квітні 2004 року, і, хоча спочатку планувалося виходити раз на два місяці, він зіткнувся з тривалими затримками. Він був завершений публікацією п'ятого випуску в грудні 2005 року.
Наслідки серії були досліджені в історіях у «Пульсі», а Бендіс продовжив використовувати багато тих самих персонажів у своїх назвах «Нові месники». Ця подія розпочинає восьмирічну серію перехресних подій, які закінчуються «Месниками проти Людей Ікс».
Сюжетна лінія «Таємної війни» ніяк не пов'язана з оригінальними обмеженими серіями кросоверів «Таємні війни» та «Таємні війни II», які Marvel опублікувала в середині 1980-х років, хоча її назва явно навіяна ними. Ці історії отримали власного духовного наступника в Потойбіччя!, опублікований у 2006 році.
Бендіс зауважив, що «Таємна війна» пов'язана із сюжетною лінією «Таємного вторгнення», у якій скрули проникли в декілька установ Землі.

## Синопсис
Нік Ф'юрі, директор міжнародної служби безпеки Щ.И.Т., розкриває таємну змову прем'єр-міністра Латверії Люції фон Бардас щодо фінансування групи суперлиходіїв зі списку B із передовими технологіями, імовірно, колишнього латверського диктатора Доктора Дума (який потрапив у пекло на час), як засіб розсіяння терору на американській землі. Ф'юрі негайно передає свої висновки президенту Сполучених Штатів, але йому відмовляють у дозволі на повалення латверського уряду, що діяв після загибелі, через його спонсорство з боку уряду США. Ф'юрі розлючений тим, що, на його думку, те саме самовдоволення безпеки, яке було до 11 вересня, знову спричиняє катастрофу.

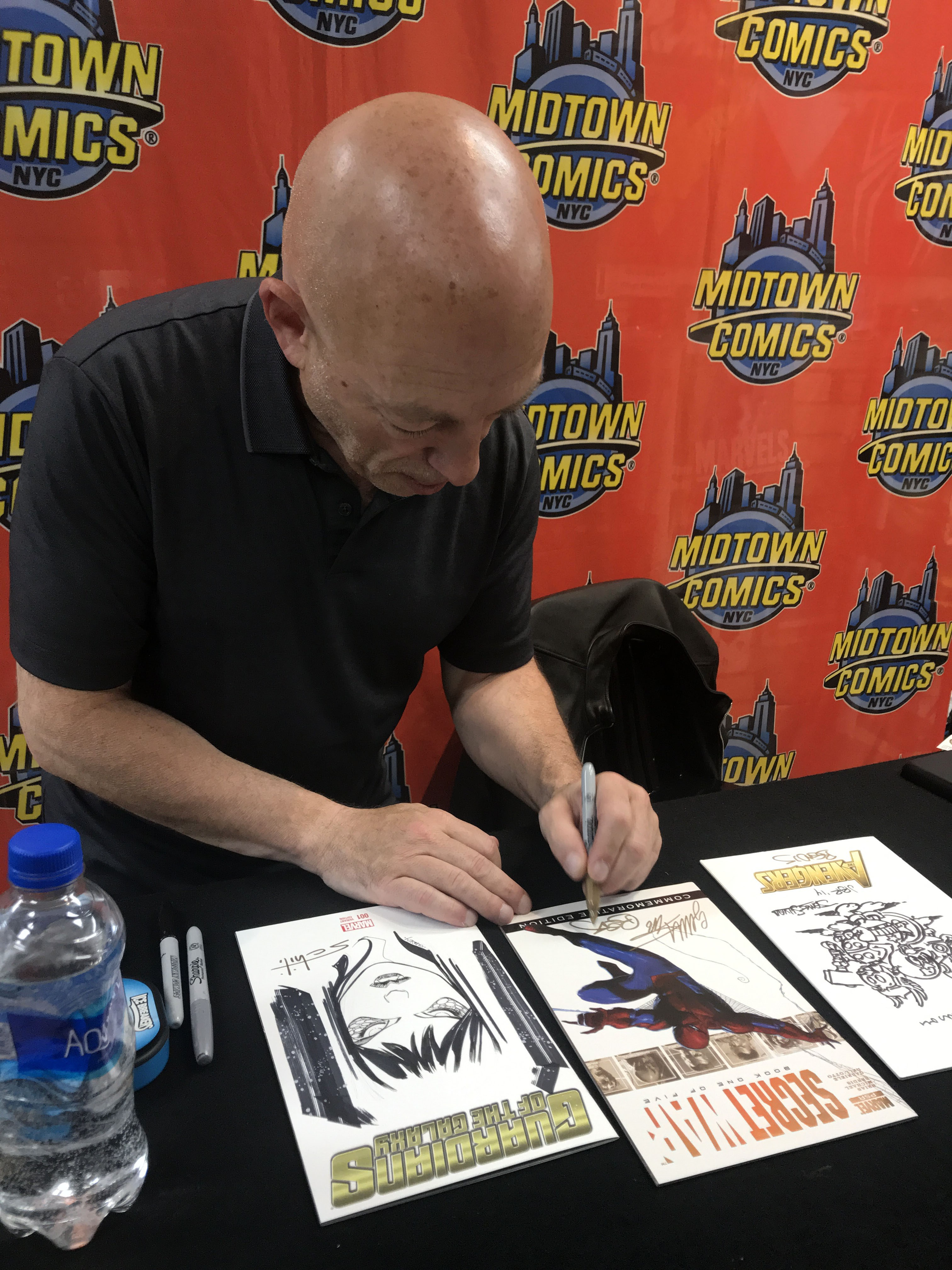
Письменник Браян Майкл Бендіс підписує копію центрального мінісеріалу в Midtown Comics на Мангеттені.

Ф'юрі вербує Капітана Америку, Людину-павука, Шибайголову, Чорну вдову, Люка Кейджа, Росомаху та надлюдського агента Щ. И. Т. Дейзі Джонсон у приватній спробі таємно повалити Латверію.
Через рік у Нью-Йорку розгортається масова репресія, внаслідок чого Люк Кейдж впадає в кому, а Ф'юрі та команда героїв Нью-Йорка зіткнулися з кіборгом фон Бардасом та її високотехнологічною армією. З'ясовується, що репресія є пасткою для супергероїв Нью-Йорка, коли фон Бардас озброює високотехнологічну бомбу, пов'язану з технологією, наданою її армії суперлиходіїв.
Кіборг фон Бардас знищений Дейзі Джонсон, бомба знешкоджена, а армія суперлиходіїв розбита та заарештована. Капітан Америка негайно вимагає від Ніка Ф'юрі відповіді про те, що сталося. Невдовзі до них приєднуються Люди Ікс і Росомаха, який атакує Ф'юрі, доки Джонсон не повідомляє йому, що людина перед ним — це життєва модель-приманка, і що справжній Ф'юрі вже пішов. Через LMD Ф'юрі розповідає про вторгнення до Латверії та про те, що героям (за винятком агентів Щ. И. Т.а Чорної Вдови та Дейзі Джонсон) після цього промили мізки. Тоді Нік Ф'юрі повідомляє героям, що це востаннє, коли вони бачать його, і він сподівається, що ті, хто бере участь у його змові, зрозуміють, що те, що він зробив, було необхідним.
Його заміна на посаді директора Щ. И. Т.а, Марія Гілл, відкриває подробиці історії, допитуючи агентку Джонсон.

## Персонажі

### Герої
- Щ.И.Т.
  - Нік Ф'юрі
  - Нік Ф'юрі LMD
  - Чорна вдова
  - Дейзі Джонсон
- Капітан Америка
- Соколине око
- Людина-павук
- Шибайголова
- Люк Кейдж
- Люди Ікс
  - Звір
  - Циклоп
  - Емма Фрост
  - Кітті Прайд
  - Росомаха
- Фантастична четвірка
  - Містер Фантастик
  - Невидима леді
  - Людський факел
  - Істота

### Суперлиходії
- Люсія фон Бардас
- Бумеранг
- Констриктор
- Багряне Динамо IX
- Перехресний вогонь
- Вугор II
- Золотий клоп
- Похмурий жнець
- Гобґоблін V
- Джек О'Лантерн
- Вбивця Шрайк
- Королівська кобра
- Леді Восьминіг
- Менталло
- Містер Страх IV
- Скорчер
- Скорпіон І
- Шокер
- Вбивця павуків XIX
- Майстер
- Трапстер
- Візард

### Пов'язані комікси
Окрім основної серії з п'яти випусків, було ще кілька коміксів, пов'язаних із сюжетною лінією. «Таємна війна: З файлів Ніка Ф'юрі» була одноразовою публікацією в стилі посібника, яка містила профілі Щ. И. Т.а усіх головних героїв, написані Майком Райхтом. Ці профілі представлені п'ятьма випусками в колекціях «Таємна війна» в твердій та м'якій обкладинках і включають список героїв, яких Ф'юрі рекомендував надіслати, якщо його прихована атака не вдасться і знадобиться широкомасштабний напад (Соколине Око, Жінка-Павук, Каратель, Міс Марвел, Бойова машина, Галк і Вартовий) і список героїв, яких Ф'юрі планував включити в початкову місію, але відхилив з різних причин (Циклоп надто покладався на свою команду, Ф'юрі мав сумніви щодо Дока Самсона здатність пройти через кризу, Соколу не вистачало потрібної потужності, Залізна людина ставив би забагато запитань, Кітті Прайд не вистачало правильного менталітету, а Ф'юрі не міг довіряти Містиці чи Пурпуровій людині).
Пульс № 6–9 містив оригінальну сюжетну лінію, яка розгорталася паралельно до основної серії та перетиналася з нею (передбачалося, що вона триватиме п'ять випусків, але коли два останні випуски мінісерії були відкладені, Бендіс вирішив видалити частину вмісту). Цю сюжетну лінію було зібрано окремо в м'якій палітурці (The Pulse Volume 2: Secret War). Бендіс також заявив, що частина сюжетної лінії «Таємного вторгнення» бере початок у публікаціях «Таємної війни», оскільки він планував цю подію кілька років.

## В інших проєктах
Відеогра Marvel: Ultimate Alliance 2 починає свою історію з подій, зображених у сюжетній арці «Таємна війна» всесвіту Marvel. Починається від атаки на замок Дума до поразки Люсії фон Бардас, однак є ключові відмінності, тоді як Ф'юрі, Капітан Америка, Людина-павук і Росомаха задіяні, як у коміксі, Залізна людина з'являється та служить заміною Шибайголови, а розширення Люк Кейдж, тоді як Чорна Вдова виконує лише комунікативну роль, керуючи героями та допомагаючи Ф'юрі та Дейзі Джонсон не з'являється. З цього моменту історія розгортається за сюжетною аркою «Громадянської війни», яка також пов'язана з вибухом Бардаса на Нью-Йорк, який спричинив жертви. Костюми для Росомахи, Люка Кейджа та Шабийголови з'являються як альтернативні костюми.
Костюм Людини-павуки з'являється як альтернативний костюм в іграх Spider-Man: Shattered Dimensions і Marvel's Spider-Man.